# Hasáb

Egyenes (A) és ferde (B) hasáb

A hasáb vagy prizma olyan poliéder, amelynek két párhuzamos lapja egymással egybevágó sokszög, a többi lapja pedig paralelogramma. Úgy is felfogható, hogy a hasáb az alapsokszög párhuzamos eltolása során keletkezik, ha az eltolást egy olyan egyenes mentén végezzük, amely nem a sokszög síkjában fekszik. Ha a párhuzamos eltolás az alapsokszög síkjára merőleges egyenes mentén történik, akkor a hasáb egyenes hasáb lesz, más esetben pedig ferde hasáb. Az egyenes hasáb oldallapjai téglalapok, duális teste bipiramis. A duális test az a test, aminek csúcsai az eredeti test lapközéppontjai, és aminek élei az eredeti test szomszédos lapjainak középpontjait kötik össze. Prizma alatt gyakran a háromszög alapú prizmát értik.

## Részei
- alapélek: az alaplapokat határoló élek
- alaplapok: két egybevágó és egymással párhuzamos sokszög
- alkotók: az alaplapok egymással megfelelő pontjai összekötésével kapott szakaszok, amelyek az oldallapon haladnak
- csúcsok: az élek végpontjai illetve találkozási pontjai
- magasság: az alaplapok távolsága, ami az egyenes hasábnál azonos az oldalélek hosszával
- oldalélek: az oldallapok közötti élek (amelyek azonos hosszúságúak)
- oldallapok: az alaplapon kívül többi lap
- palást: az oldallapokból álló felület

## Átlók
- lapátló: egy lap síkjában áthaladó átló
- alapátló: az alaplap egy átlója
- oldalátló: az oldallap egy átlója
- testátló: térben áthaladó átló, azaz két csúcs által meghatározott szakasz, amely nem tartozik a hasáb egyik lapjához sem

## Sajátos esetek
- Paralelepipedon: olyan hasáb, amelynek az alapja is paralelogramma.
- Téglatest: olyan egyenes hasáb, amelynek az alapja téglalap
- Kocka: olyan egyenes hasáb, amelynek az alapja négyzet, és a magassága egyenlő az alapnégyzet oldalával.
- Prizma: olyan egyenes hasáb, amelynek alapja háromszög. Az optikában használatos prizmák esetén az alapháromszög egyenlő szárú.

## Összefüggések
- A hasáb magasságát H-val szokás jelölni, az alapél hosszát a-val, az alkotó hosszát b-vel. Az alaplap területét jelölik B (base - alap) de A-val is. A palást területének jele a M (mantel a németben palást), de a P is használatos.
- A hasáb térfogata V egyenlő az alapsokszög területének B és a hasáb (test) H magasságának a szorzata:
{\displaystyle V=B\cdot H}
- Az egyenes hasáb oldalfelszíne M az alapsokszög kerületének KB és a hasáb H magasságának a szorzata.
{\displaystyle M=K_{B}\cdot H}
(a ferde hasábra nem igaz).
- A hasáb teljes felszíne F egyenlő az alapterület B kétszeresének és az oldalfelszínnek (más néven a palástnak) M az összegével.
{\displaystyle F=2\cdot B+M}
illetve az egyenes hasábnál
{\displaystyle F=2\cdot B_{a}+K_{a}\cdot H}
ahol H a hasáb magassága

## Lásd még
- Cavalieri-elv